# Ibridazione fluorescente in situ

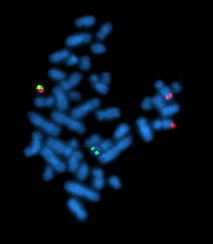
Una cellula in metafase, positiva alla riorganizzazione del bcr/abl utilizzando la FISH

L'ibridazione fluorescente in sito, in inglese Fluorescent in situ hybridization (FISH) è una tecnica citogenetica che può essere utilizzata per rilevare e localizzare la presenza o l'assenza di specifiche sequenze di DNA nei cromosomi. Essa utilizza delle sonde a fluorescenza che si legano in modo estremamente selettivo per via di una sequenza complementare ad alcune specifiche regioni del cromosoma. Per individuare il sito di legame tra sonda e cromosoma si utilizzano tecniche di microscopia a fluorescenza. È stato sviluppato da ricercatori biomedici nei primi anni '80. La FISH può anche essere usata per rilevare e localizzare specifici target di RNA (mRNA, lncRNA e miRNA) in cellule, cellule tumorali circolanti e campioni di tessuto. In questo contesto, può aiutare a definire i modelli spazio-temporali dell'espressione genica all'interno di cellule e tessuti.

## Sonde a RNA e DNA
In biologia, una sonda è un singolo filamento di DNA o RNA complementare a una sequenza nucleotidica di interesse.
Le sonde RNA possono essere progettate per qualsiasi gene o qualsiasi sequenza all'interno di un gene per la visualizzazione di mRNA,lncRNAe miRNA nei tessuti e nelle cellule. La FISH viene utilizzata esaminando il ciclo di riproduzione cellulare, in particolare l'interfase dei nuclei per eventuali anomalie cromosomiche. La FISH consente l'analisi di una vasta serie di casi di archivio molto più facilmente per identificare il cromosoma individuato creando una sonda con una base cromosomica artificiale che attirerà cromosomi simili. I segnali di ibridazione per ciascuna sonda quando viene rilevata un'anomalia nucleica. Ogni sonda per il rilevamento di mRNA e lncRNA è composta da ~20-50 coppie di oligonucleotidi, ciascuna coppia che copre uno spazio di 40-50 bp. Le specifiche dipendono dalla specifica tecnica FISH utilizzata. 

## Processo
Le sonde di RNA possono essere progettate per qualsiasi gene o qualsiasi sequenza all'interno di un gene per la visualizzazione di mRNA, lncRNA e miRNA nei tessuti e nelle cellule. La FISH viene utilizzata esaminando il ciclo di riproduzione cellulare, in particolare durante l'interfase dei nuclei per evidenziare eventuali anomalie cromosomiche.
Per preparare la sonda, che deve essere abbastanza lunga per ibridare esattamente il suo obiettivo (e non un'altra sequenza simile del genoma), ma non deve essere tanto grande da impedire il processo e potrebbe essere marcata con metodi diretti o indiretti: sono da preferire i metodi indiretti in cui il segnale è determinato, non direttamente da un fluorocromo legato ad un nucleotide della sonda, ma dall'interazione di biotina o digossigenina legate ad un nucleotide sempre della sonda, con substrati (avidina/streptavidina o anticorpi anti-digossigenina) legati direttamente ad un fluorocromo. Questo metodo permetterà la visualizzazione di un segnale migliore e più intenso, rispetto ad una marcatura diretta del nucleotide della sonda. 
Essa può essere fatta in vari modi, per esempio con la nick translation e la reazione a catena della polimerasi usando dei nucleotidi marcati.
Poi, si produce un preparato cromosomico. I cromosomi sono attaccati saldamente al substrato, di solito di vetro. Dopo la preparazione si applica la sonda al DNA del cromosoma e si inizia l'ibridazione. In molti passaggi di lavaggio tutte le sonde non ibridate o parzialmente ibridate vengono rimosse.
Le sonde sono spesso derivate da frammenti di DNA che sono stati isolati, purificati e amplificati per l'uso nel Progetto genoma umano. La dimensione del genoma umano è così grande, rispetto alla lunghezza che potrebbe essere sequenziata direttamente, che era necessario dividere il genoma in frammenti. (Nell'eventuale analisi, questi frammenti sono stati messi in ordine digerendo una copia di ciascun frammento in frammenti ancora più piccoli usando endonucleasi specifici della sequenza, misurando le dimensioni di ciascun piccolo frammento usando la cromatografia di esclusione delle dimensioni e usando tali informazioni per determinare dove grandi frammenti si sovrapponevano l'un l'altro). Per preservare i frammenti con le loro sequenze individuali di DNA, i frammenti venivano aggiunti in una popolazione di batteri continuamente replicanti. Ogni popolazione che mantiene un singolo cromosoma artificiale, sono immagazzinate in vari laboratori in tutto il mondo. I cromosomi artificiali (BAC) possono essere coltivati, estratti ed etichettati, in qualsiasi laboratorio contenente una biblioteca. Le librerie genomiche prendono spesso il nome dell'istituzione in cui sono state sviluppate. Un esempio è la libreria RPCI-11, che prende il nome dal Roswell Park Cancer Institute di Buffalo NY. Questi frammenti sono dell'ordine di 100.000 coppie di basi e costituiscono la base per la maggior parte delle sonde FISH.
Se l'amplificazione del segnale è necessaria a superare il limite della sensibilità del microscopio (che dipende da molti fattori come l'efficienza della sonda, il tipo di sonda e la tinta fluorescente), gli anticorpi fluorescenti o la streptavidina si legano alle molecole marcate, per amplificarne la fluorescenza.
Infine, il campione è poi messo in un composto non-imbiancante e osservato al microscopio a fluorescenza.

### Interfase FISH
Nell'interfase FISH la sonda è applicata a preparati con nuclei, anche a citospin, sezioni paraffiniche, o anche a nuclei estratti da blocchi paraffinici. L'ibridazione è svolta in modo simile. I segnali fluorescenti sono visti come punti nel nucleo cellulare, che è di solito colorato con una tinta di contrasto che riconosce il DNA.

### Fiber-FISH
Nella Fiber-FISH, i cromosomi interfasici vengono fatti aderire ad un vetrino in modo che siano allungati e distesi in forma di fibra cromatinica di minimo avvolgimento, piuttosto che in una conformazione relativa ai territori nucleari visibili in una normale FISH interfasica. I vetrini vengono esposti a una soluzione di DNA purificato o seminati con cellule trattate con proteinasi e soluzioni di lisi. La distensione dei cromosomi permette una risoluzione molto più elevata della FISH, fino ad 1 kb. La preparazione dei campioni di Fiber-FISH, anche se concettualmente semplice, è in realtà è piuttosto complessa nell'esecuzione e viene eseguita da pochi laboratori specializzati.

## Applicazioni

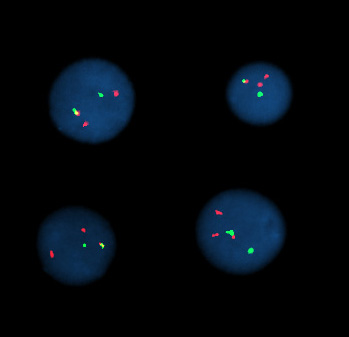
Individuazione attraverso una FISH della traslocazione t9:22 che genera la proteina bcr-abl, causa della leucemia mieloide cronica

La FISH può essere utilizzata per mappare la sequenze di uno specifico cromosoma. Anche se ci sono altri modi per far ciò, il vantaggio principale della FISH è che essa non dipende dalla ricombinazione e così può essere utilizzata nelle regioni cromosomiche dove è soppressa, come nel centromero. Essa può essere utilizzata per mappare le sequenze ripetitive che si presentano in diversi punti del cromosoma.
La FISH può essere utilizzata anche per colorare i cromosomi per raffrontare due specie o varietà utilizzando il DNA di interi cromosomi o addirittura anche l'intero genoma di una specie o di una varietà come sonda nel studiare un'altra specie o varietà. In questo modo, le anormalità dei cromosomi possono essere identificate e si possono così dedurre le relazioni evolutive.
La FISH può essere utilizzata per identificare microorganismi ed è ampiamente utilizzata nel campo della microecologia. I Biofilm sono (spesso), per esempio, complesse organizzazioni batteriche multispecie. Preparare le sonde per una specie e utilizzare la FISH con questa sonda permette di visualizzare la distribuzione di questa specie specifica nel biofilm. Preparando la sonda (in due colori diversi) per due specie permette di osservare e studiare la collocazione di queste due specie all'interno del biofilm, rivelando la fine architettura del biofilm.
La FISH si applica anche in studi clinici per scoprire se un paziente è stato infettato da un agente patogeno, i batteri presi dai tessuti o dai fluidi del paziente si sviluppano di solito sull'agar agar (un polisaccaride) per determinare l'identità dell'agente patogeno. Tuttavia molti batteri, anche quelli noti da tempo, non crescono molto bene in laboratorio. La FISH può essere utilizzata per definire direttamente la presenza dell'agente patogeno sui campioni del tessuto del paziente.
Le sonde batteriche della FISH sono spesso iniettori per la regione dell'rRNA 16s.